# Élisabeth Borrel
Pour les articles homonymes, voir Borrel.
Élisabeth Borrel, née Élisabeth Pernod le 20 juin 1957 à Chambéry (Savoie), est une magistrate française. Elle est la veuve du juge Bernard Borrel, présumé assassiné à Djibouti le 19 octobre 1995.

## Biographie
Dans son livre Un juge assassiné (Flammarion), Élisabeth Borrel est convaincue que son mari Bernard Borrel a été sacrifié au nom de la raison d'État. Elle pense que son mari en savait trop sur l’attentat du Café de Paris du 27 septembre 1990. Visant la communauté française de Djibouti, ses auteurs auraient agi sur ordre d’Ismaïl Omar Guelleh. « Mon mari pensait qu’il était le commanditaire », assure Mme Borrel.
Depuis 2010, elle est vice-présidente de la cour d'appel de Lyon, chargée du tribunal d'instance de Belley.

## Ouvrage
- Élisabeth Borrel et Bernard Nicolas, Un juge assassiné, Paris, Flammarion, 4 octobre 2006, 383 p., broché (ISBN 2-080-68976-2 et 978-2-080-68976-4, OCLC 73801089)

### Sources
- Catherine Simon, « Elisabeth Borrel, veuve courage », Le Monde,‎ 21 janvier 2008 (lire en ligne).